# Acnodon
Az Acnodon a csontos halak (Osteichthyes) főosztályának a sugarasúszójú halak (Actinopterygii) osztályába, ezen belül a pontylazacalakúak (Characiformes) rendjébe és a pontylazacfélék (Characidae) családjába tartozó nem.

## Rendszerezés
A nembe az alábbi 3 faj tartozik:
- Acnodon normani Gosline, 1951
- Acnodon oligacanthus (J. P. Müller & Troschel, 1844)
- Acnodon senai Jégu & Santos, 1990